# Halocynthia
Halocynthia is een geslacht van zakpijpen uit de familie van de Pyuridae. De wetenschappelijke naam Halocynthia werd voor het eerst gepubliceerd door Addison Emery Verrill in 1879. Het is een nomen novum voor het geslacht Cynthia Savigny, omdat de naam Cynthia eerder gebruikt was door Johann Christian Fabricius.
De typesoort is Ascidia papillosa Linnaeus, 1767.

## Soorten
- Halocynthia aurantium (Pallas, 1787)
- Halocynthia breviramosa Sluiter, 1904
- Halocynthia cactus (Oka, 1932)
- Halocynthia dumosa (Stimpson, 1855)
- Halocynthia hilgendorfi (Traustedt, 1885)
- Halocynthia igaboja Oka, 1906
- Halocynthia igaguri Tokioka, 1953
- Halocynthia microspinosa (Van Name, 1921)
- Halocynthia okai Ritter, 1907
- Halocynthia papillosa (Linnaeus, 1767) (Rode zakpijp)
- Halocynthia pyriformis (Rathke, 1806)
- Halocynthia roretzi (Drasche, 1884)
- Halocynthia simaensis Tokioka, 1949
- Halocynthia spinosa Sluiter, 1905
- Halocynthia turboga (Oka, 1929)